# 托馬斯·吉布森
湯瑪斯·艾利斯·吉勃遜（英語：Thomas Ellis Gibson，1962年7月3日—）是一位美國男演員和導演。他最著名的作品包括CBS電視劇《芝加哥希望》（1994年至1997年）中的Daniel Nyland一角、ABC電視劇《老公老婆不登對》（1997年至2002年）中的Greg Montgomery角色，以及CBS電視劇《犯罪心理》（2005年至2016年）中的Aaron Hotchner角色。
吉布森出生在南卡羅來納州的查爾斯頓。

## 外部連結
- 官方网站
- 托馬斯·吉布森在互联网电影资料库（IMDb）上的資料（英文）